# 성안중학교 (울산)
성안중학교(聖安中學校)는 대한민국 울산광역시 중구 성안동에 있는 공립 중학교이다.

## 학교 연혁
- 1997년 4월 14일 : 성안중학교 설립인가
- 2001년 3월 5일 : 개교 및 제1회 입학식(439명)
- 2024년 9월 1일 : 제13대 임정택 교장 취임
- 2025년 1월 7일 : 제22회 졸업식(216명, 총 졸업생 7,181명)
- 2025년 3월 4일 : 제25회 입학식(9학급 230명)

## 참고 자료
- 성안중학교 - 한국교육학술정보원 학교알리미